# Pastos Bons
Pastos Bons é um município brasileiro situado no extremo sudeste do estado do Maranhão, Região Nordeste do país. Pertence ao Sertão Maranhense e à microrregião da Chapada do Alto Itapecuru. Dista 550 km da capital, São Luís. Sua população segundo o Censo do IBGE 2022, é de 18.724 habitantes. 

## História

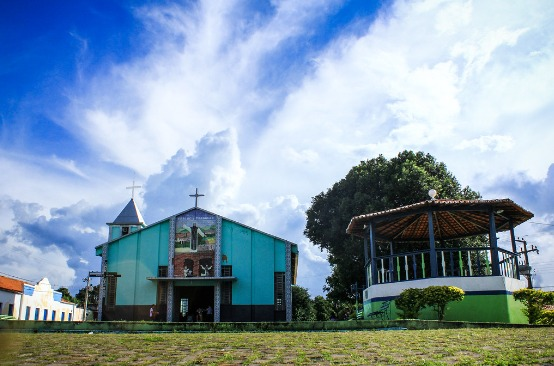
Igreja São Bento

Os primeiros moradores da região foram os índios amanajós.

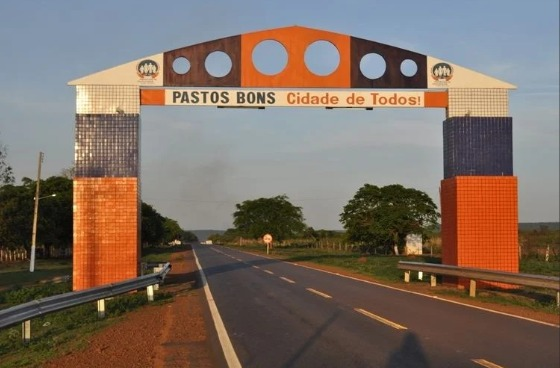
Portal entrada da cidade

Posteriormente, a região foi ocupada e explorada por criadores de gado, vindos sobretudo da Bahia e também de Pernambuco. Transpondo o rio Parnaíba, fundaram uma vila à qual deram o nome de Pastos Bons, por volta de 1744, no terreno de Olho D‟água do Pinga, onde habitavam os amanajós, que lutaram contra a ocupação.
O famoso sertanista português Domingos Afonso Mafrense (Domingos Sertão), explorando o sertão piauiense, dizimou populações indígenas, construiu fazendas de gado, expandindo a pecuária da região e ocupando extensas terras. Essa corrente povoadora atravessou o rio Parnaíba até alcançar a região de Pastos Bons.

A denominação Pastos-Bons se estendeu a toda região ao Norte até São José dos Matões e a Oeste até o Tocantins e além - Para o Sul até ás cabeceiras do Paratinga (Manoel Alves Grande) e as do Parnaíba. Diz Carlota Carvalhoː
“Pastos-Bons foi então uma denominação regional geral, dada pelos ocupantes à imensa extensão de campos abertos para o Ocidente, em uma sucessão pasmosa em que ao bom sucedia o melhor”.
Após o povoamento do alto sertão, com sub-denominações locais, somente o ponto inicial das entradas ficou sendo chamado de Pastos-Bons.
Entre 1743 e 1747, foi criada a Freguesia de São Bento das Balsas de Pastos Bons. Em 1764, foi edificada uma igreja.
Por meio da Carta Régia de 28 de julho de 1770, Pastos Bons é elevada à categoria de Vila.
Pouco depois da proclamação da Independência, seus habitantes se manifestaram contrários à autoridade do Imperador Pedro I, tentando criar a República de Pastos Bons, que chegou a ter inclusive carta constitucional e bandeira, mas teve curta duração.
Pastos Bons perdeu o status de vila e foi anexado ao município de Caxias em 1811, recuperando sua autonomia política por alvará de 29 de janeiro de 1820. Extinta em 1870, a vila foi reinstalada pelas leis provinciais nº 575, de 11 de julho de 1860 e nº 1206, de 9 de março de 1880, desmembrado de Mirador.
A partir do século XIX, perdeu parte de seu território para a constituição de Mirador (1870), Loreto (1873), Nova Iorque (1890), Alto Parnaíba (1881) e Benedito Leite (1919).